# Balochititanops haqi
Balochititanops haqi (лат.) — вид вымерших непарнокопытных из монотипического рода Balochititanops семейства бронтотериевых, обитавших в ипрском веке начала эоцена на территории современного Пакистана приблизительно 55,8—48,6 млн лет назад. Является одним из древнейших азиатских представителей семейства.
Balochititanops haqi известен по голотипу GSP-UM 6532, представленному правой верхней челюстью с зубами, из района Кингри, Белуджистан. Также было описано множество образцов черепных и посткраниальных остатков. Все они были собраны в многочисленных местонахождениях Белуджистана и Хайбер-Пахтунхва, в самой верхней части формации Газидж. 
Вид и род были описаны Питером Миссиаеном, Греггом Ф. Ганнеллом и Филиппом Д. Джинджерихом в 2011 году. Также ими были описаны фрагментарные фоссилии (ископаемые остатки) cf. Balochititanops sp., вероятно принадлежащие отдельному таксону более крупного размера.